# Kino-teatr.ua
Kino-teatr.ua — найбільший кінопортал України. Сайт з'явився 2000 року як блог про кіноіндустрію російською мовою. У жовтні 2008 року сайт зазнав редизайну разом з яким також з'явився український інтерфейс. Шеф-редактор порталу «Кіно-театр.ua» — Олексій Першко. Він входить до складу прокатної комісії Держкіно та Українського Оскарівського Комітету. У минулому був членом журі другого Одеського міжнародного кінофестивалю та членом журі української панорами кінофестивалю Молодість у 2008—2009 роках.

## Історія
Станом на 17 квітня 2011 сайт містив інформацію про 5 600 фільмів, 3 800 акторів, та більшість кінотеатрів України. Кіно-театр.ua містить афішу, анонси, рецензії та рейтинги фільмів. На сайті щодня публікуються свіжі новини зі світу українського та закордонного кіно. Особливістю сайту є наявність кіноафіші українського прокату, що розповідає про кінопрем'єри у більшості міст України. З 2010 року на сайті підключено сервіс онлайн-продажу квитків у кінотеатри Києва, згодом цей сервіс був поширений на інші кінотеатри України. Починаючи з березня 2011 року, сайт також містить щотижневі огляди касових зборів українських кінотеатрів, який використовується як джерело для публікацій багатьох ЗМІ.
Навесні 2012 року було проведено редизайн сайту Дмитром Шведуном із Revision.ru. Згідно з MyWot, Siteadvisor та Google сайт заслуговує на довіру. Згідно з сайтами easycounter.com та alexa.com найвищу позицію портал посідав у квітні 2015 року: 833 місце в Україні та 37649 місце у світі.
2013 року було опубліковано наукову статтю, у якій також зазначалося, що термінологія сайту переобтяжена іноземними словами, замість яких варто було б використовувати українські відповідники.
За даними сайту alexa.com станом на 10 липня 2018 року посідав за переглядами 280-те місце в Україні і 14368-те у світі.